# Bufo verrucosissimus
Espèce
Synonymes
- Rana verrucosissimus Pallas, 1814  "1831"
- Bufo colchicus Eichwald, 1831
- Bufo caucasicus Ménétriés, 1832
- Bufo bufo turowi Krasovsky, 1933
- Bufo verrucosissimus circassicus Orlova & Tuniyev, 1989

Statut de conservation UICN

 NT  : Quasi menacé
Bufo verrucosissimus, ou Crapaud du Caucase, est une espèce d'amphibiens de la famille des Bufonidae.

## Répartition et habitat
Cette espèce se rencontre jusqu'à 1 900 m d'altitude sur les bords de la mer Noire et de la mer Caspienne :
- en Russie en Ciscaucasie ;
- en Turquie ;
- en Iran ;
- en Azerbaïdjan ;
- en Géorgie ;
- en Syrie ;
- au Liban.

Elle vit dans les forêts de conifères, mixtes et décidues de montagne. Elle préfère les endroits humides et sombres.

## Description

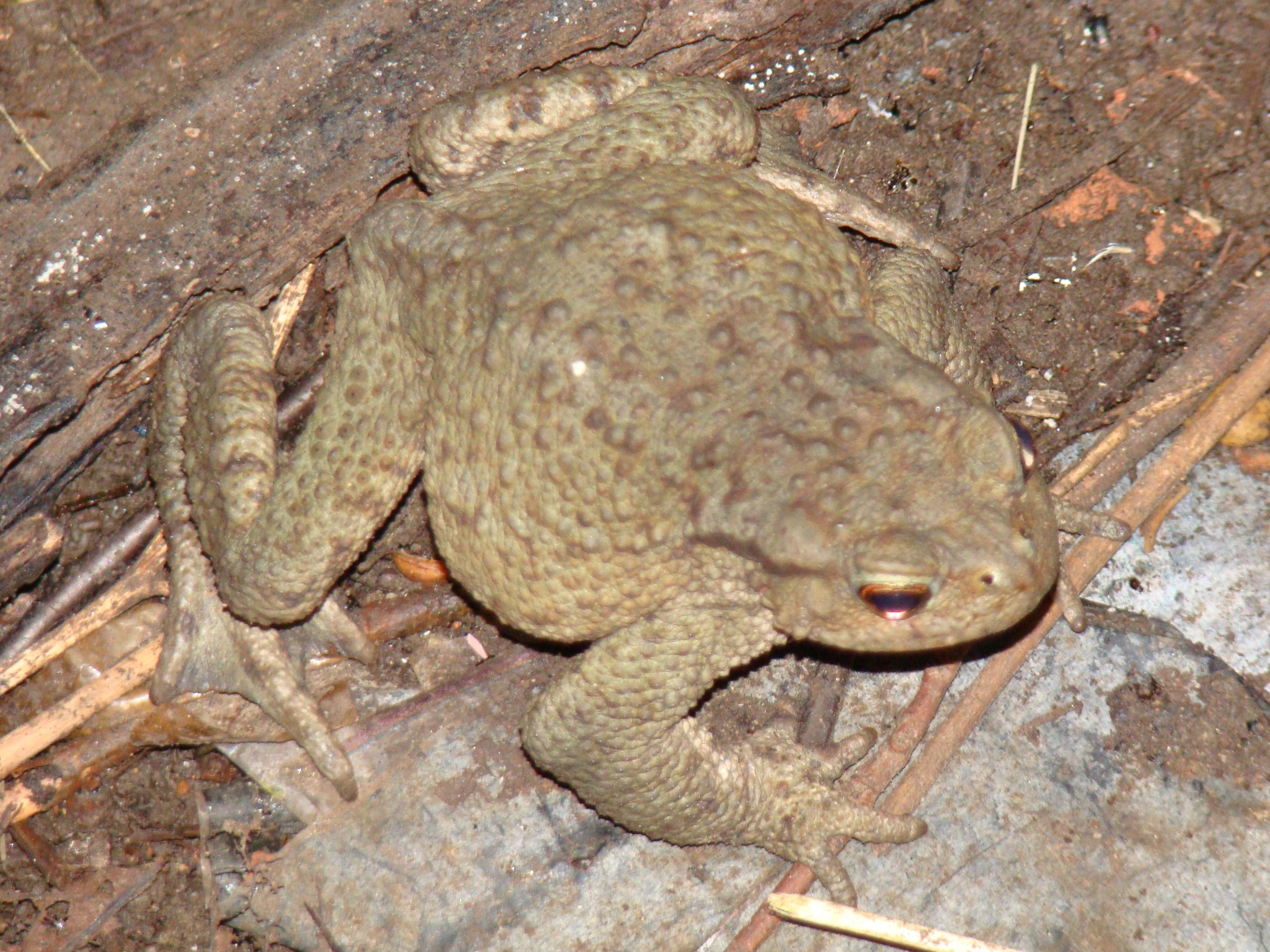
Bufo verrucosissimus

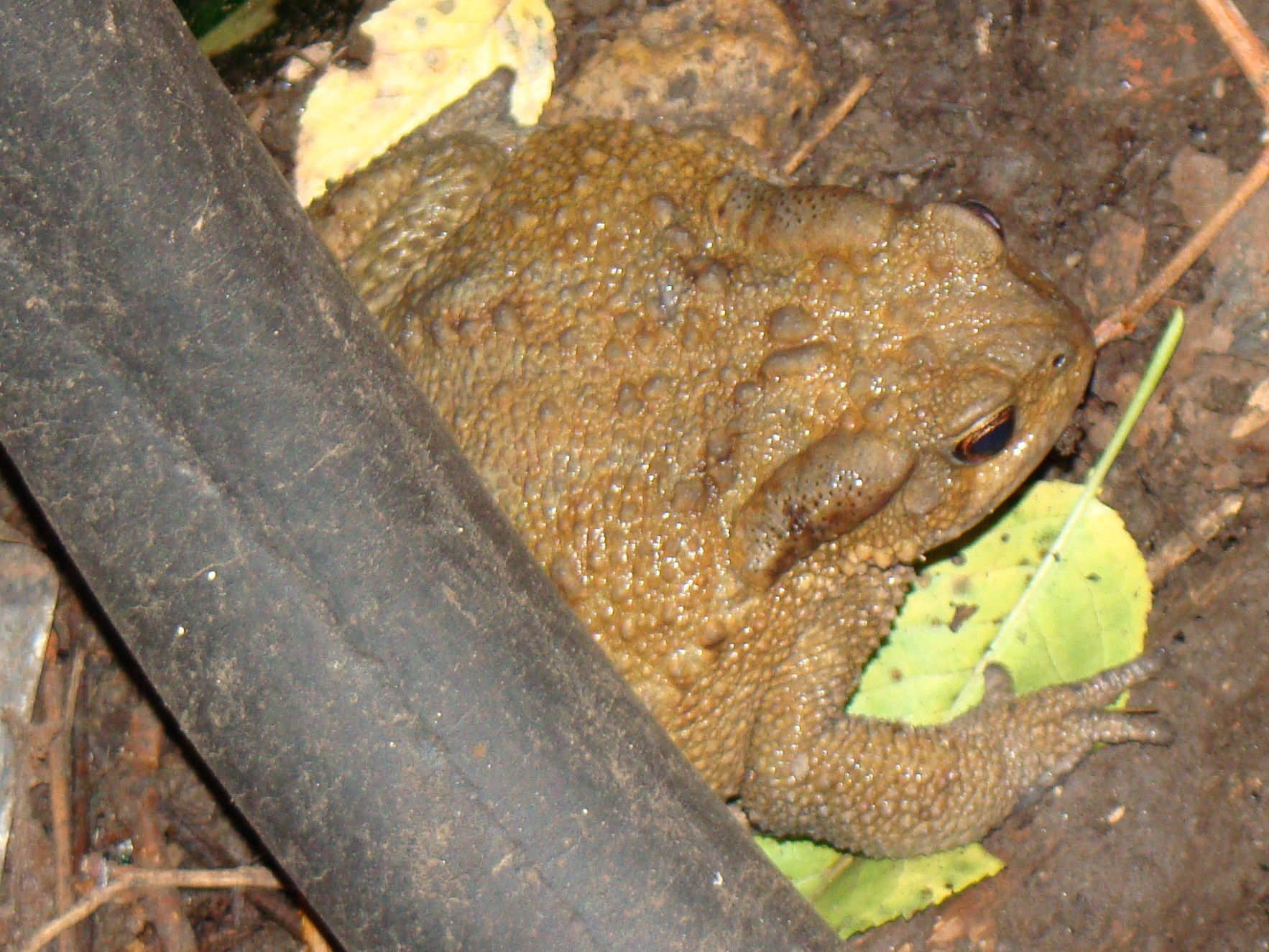
Bufo verrucosissimus

Bufo verrucosissimus mesure de 70 à 190 mm.

## Écologie
Le crapaud du Caucase est inscrit à la liste des espèces protégées du Livre rouge de Russie.

## Publication originale
- Pallas, 1814 : Zoographia rosso-asiatica: sistens omnium animalium in extenso imperio rossico, et adjacentibus maribus observatorum recensionem, domicilia, mores et descriptiones, anatomen atque icones plurimorum, vol. 3, p. 1-428 (texte intégral).